# Marché du Mont-Bouët
Le Marché du Mont-Bouët est le marché principal de Libreville au Gabon.

## Présentation
Situé dans le 3ème arrondissement de la capitale, le marché du Mont-Bouet est le plus grand marché du Gabon, avec des centaines d'étals vendant des fruits, des légumes, de la viande, du tissu, des vêtements, des bijoux, des volailles vivantes, fraiches ou surgelés, de l'électroménager, des téléphones portables et ustensiles en tout genre, de la médecine traditionnelle et une variété d'autres marchandises.
On fouille parmi les tissus venus d'Afrique de l'Ouest, la friperie d'Europe, les chaussures, les vêtements.
Il est aussi possible d’y goûter des mets locaux dans une ambiance singulière.
On y fait des affaires en slalomant entre vendeurs et porteurs qui se faufilent avec des brouettes qu’ils manient avec dextérité.
Il est facile de se perdre dans les passages étroits du marché et il y a des pickpockets, les visiteurs doivent donc veiller à leur argent et de leurs objets de valeur à tout moment.
À la périphérie du marché se trouve un grand quartier commerçant. De nombreux magasins proposent une grande variété de tissus imprimés populaires utilisés pour fabriquer des vêtements. Au-dessus de nombreux magasins, des femmes dirigent des restaurants depuis leurs appartements.
Les enfants circulent sur le marché, vendant des sacs en plastique pour contenir des marchandises, des sacs d'eau potable, des sandwichs aux haricots et d'autres articles pour les acheteurs.
À côté du marché se trouve l'ancien emplacement de la gare routière l'arrêt majeur de taxi-brousse. En raison d'une forte incidence de violence et de vols, la gare principale est désormais fermée. Les taxis-brousse sont désormais disponibles aux abords de Libreville le long des grands axes routiers, notamment au PK8 (Point Kilomètre 8) le long de la N1.
En face du marché se trouve une prison. Il s'agit d'un vaste espace ouvert entouré d'un haut mur de béton.
Le marché de Mont-Bouët, a fait l’objet d’un recensement initié par les services de la Direction Générale des Impôts.
Celui-ci a répertorié 1 400 entreprises dont 487 exerçaient dans l'informel le plus total.
C’est-à-dire qu’elles ne sont pas connues de l’administration et ne paient donc aucun impôt.
La plupart de ces entreprises sont gérées par des expatriés, précise le patron de la DGI.